# Emil Holten
Emil Frost Holten (Virum, 8 agosto 1996) è un calciatore danese, attaccante del Fredrikstad, in prestito dall'Elfsborg.

## Carriera

### Club
A livello giovanile, Holten ha giocato per Virum-Sorgenfri BK, Lyngby e AB. Ha poi esordito nella prima squadra di quest'ultimo club, sostituendo Younes Namli nella sconfitta per 1-0 subita in casa del Lyngby, sfida valida per la 1. Division. Al termine di questa stagione, la squadra è retrocessa in 2. Division. Ha contribuito all'immediata promozione nel campionato 2015-2016, trovando poi il primo gol in 1. Division in data 31 luglio 2016, nel 3-3 arrivato contro il Næstved.
In vista del campionato 2017-2018, Holten si è trasferito al Nykøbing. Il debutto in squadra è arrivato il 13 agosto 2017, quando ha sostituito Joachim Wagner nella vittoria per 4-2 arrivata sul Viborg. Il 3 settembre ha trovato il primo gol, con cui ha sancito il successo per 1-0 sul Brabrand.
Nell'estate 2019, Holten è stato ingaggiato dal Silkeborg. Ha quindi esordito in Superligaen in data 21 luglio 2019, sostituendo Marc Rochester Sørensen nella sconfitta per 0-3 subita in casa contro l'Horsens. Il 22 settembre ha realizzato il primo gol nella massima divisione danese, nella partita persa per 2-3 contro il Lyngby. A fine stagione, la squadra è retrocessa in 1. Division.
Il 14 maggio 2021 è stato ufficialmente ingaggiato dall'Esbjerg, con un contratto quadriennale. Il 13 agosto ha giocato il primo incontro in squadra, subentrando ad Andri Rúnar Bjarnason nel pareggio interno per 0-0 contro l'Horsens; il 15 maggio 2022 ha siglato il primo gol, nel 2-2 contro il Vendsyssel. Alla fine di questo campionato, l'Esbjerg è retrocesso in 2. Division.
Il 13 agosto 2024 è passato agli svedesi dell'Elfsborg: ha firmato un contratto valido fino al 31 dicembre 2028 e ha scelto di vestire la maglia numero 12. Ha esordito in Allsvenskan il 18 agosto, schierato titolare nel pareggio per 1-1 in casa del Mjällby. Il 22 agosto ha invece disputato il primo incontro nelle competizioni UEFA per club, precisamente nei turni preliminari dell'Europa League: ha sostituito Per Frick nella vittoria per 0-1 sul campo del Molde. Il 25 agosto 2024 ha trovato il primo gol nella massima divisione svedese, nel 3-1 sull'IFK Göteborg. Il 7 novembre seguente ha segnato la prima rete in Europa League, nel pareggio per 1-1 contro il Braga.
Il 25 febbraio 2025 è passato ai norvegesi del Fredrikstad con la formula del prestito.

## Statistiche

### Presenze e reti nei club
Statistiche aggiornate al 25 febbraio 2025.
| Stagione         | Club             | Campionato       | Campionato | Campionato | Coppe nazionali | Coppe nazionali | Coppe nazionali | Coppe continentali | Coppe continentali | Coppe continentali | Supercoppe | Supercoppe | Supercoppe | Totale | Totale |
| Stagione         | Club             | Comp             | Pres       | Reti       | Comp            | Pres            | Reti            | Comp               | Pres               | Reti               | Comp       | Pres       | Reti       | Pres   | Reti   |
| ---------------- | ---------------- | ---------------- | ---------- | ---------- | --------------- | --------------- | --------------- | ------------------ | ------------------ | ------------------ | ---------- | ---------- | ---------- | ------ | ------ |
| 2014-2015        | AB               | 1D               | 12         | 0          | CD              | ?               | ?               | -                  | -                  | -                  | -          | -          | -          | 12+    | 0+     |
| 2015-2016        | AB               | 2D               | ?          | ?          | CD              | ?               | ?               | -                  | -                  | -                  | -          | -          | -          | ?      | ?      |
| 2016-2017        | AB               | 1D               | 30         | 5          | CD              | 2               | 1               | -                  | -                  | -                  | -          | -          | -          | 32     | 6      |
| Totale AB        | Totale AB        | Totale AB        | 42+        | 5+         |                 | 2+              | 1+              |                    | -                  | -                  |            | -          | -          | 44+    | 6+     |
| 2017-2018        | Nykøbing         | 1D               | 25         | 7          | CD              | 2               | 2               | -                  | -                  | -                  | -          | -          | -          | 27     | 9      |
| 2018-2019        | Nykøbing         | 1D               | 25         | 8          | CD              | 3               | 2               | -                  | -                  | -                  | -          | -          | -          | 28     | 10     |
| Totale Nykøbing  | Totale Nykøbing  | Totale Nykøbing  | 50         | 15         |                 | 5               | 4               |                    | -                  | -                  |            | -          | -          | 55     | 19     |
| 2019-2020        | Silkeborg        | SL               | 23         | 5          | CD              | 4               | 4               | -                  | -                  | -                  | -          | -          | -          | 27     | 9      |
| 2020-2021        | Silkeborg        | 1D               | 23         | 7          | CD              | 2               | 1               | -                  | -                  | -                  | -          | -          | -          | 25     | 8      |
| Totale Silkeborg | Totale Silkeborg | Totale Silkeborg | 46         | 12         |                 | 6               | 5               |                    | -                  | -                  |            | -          | -          | 52     | 17     |
| 2021-2022        | Esbjerg          | 1D               | 18         | 3          | CD              | 0               | 0               | -                  | -                  | -                  | -          | -          | -          | 18     | 3      |
| 2022-2023        | Esbjerg          | 2D               | 29         | 16         | CD              | 0               | 0               | -                  | -                  | -                  | -          | -          | -          | 29     | 16     |
| 2023-2024        | Esbjerg          | 2D               | 24         | 14         | CD              | 1               | 1               | -                  | -                  | -                  | -          | -          | -          | 25     | 15     |
| Totale Esbjerg   | Totale Esbjerg   | Totale Esbjerg   | 71         | 33         |                 | 1               | 1               |                    | -                  | -                  |            | -          | -          | 72     | 34     |
| ago.-dic. 2024   | Elfsborg         | A                | 8          | 2          | CS              | -               | -               | UEL                | 8                  | 1                  | -          | -          | -          | 16     | 3      |
| 2025             | Fredrikstad      | ES               | 0          | 0          | CN              | 0               | 0               | -                  | -                  | -                  | -          | -          | -          | 0      | 0      |
| Totale           | Totale           | Totale           | 217+       | 67+        |                 | 14+             | 11+             |                    | 8                  | 1                  |            | -          | -          | 239+   | 79+    |